# Kamaliya
Kamaliya Zahoor (en ucraniano: Камалія Захур; en ruso: Камалия Захур, nacida el 18 de mayo de 1977 en Transbaikalia), conocida profesionalmente como Kamaliya, es una cantante, actriz, modelo y filántropa ucraniana. Se dio a conocer en el Reino Unido gracias a su participación en el programa de telerrealidad Meet the Russians. En 2003 se casó con el empresario de origen pakistaní Mohammad Zahoor, con quien ha llevado adelante diversas campañas benéficas.

## Primeros años
Kamaliya nació en 1977 en la región de Transbaikalia, Unión Soviética. Cuando cumplió tres años, su padre, que era militar, fue destinado a Budapest. Allí inició su carrera como cantante y baialrina en un conjunto infantil llamado Kolokol'chik. Cuando su familia se trasladó a Leópolis, tomó clases de violín y ópera, y mientras estaba en la escuela participó en varios conciertos. Más adelante recibió una invitación para cantar con el grupo de música folclórica ucraniana Halytska Perlyna.

## Carrera

### Música y modelaje
En 1993 se convirtió en la ganadora del Festival Chervona Ruta de Ucrania y luego ganó el concurso TV-Chance-Stars de Moscú. En 1997 se licenció en Arte y Dirección de Espectáculos, y por esa misma época grabó su primer videoclip, "Techno Style".
Durante 1999 y 2000, Kamaliya escribió más de cincuenta canciones y trabajó en su álbum It Is Love. En el año 2000, su canción "Love You" ganó el primer premio como "Canción del Año" del National Hit Parade. Un año después creó el centro de espectáculos Kamaliya, que no sólo la promocionaba, sino que organizaba conciertos de gala, espectáculos y programas con participación de estrellas ucranianas, rusas y extranjeras. Tras participar en algunos concursos de belleza locales, en 2004, el presidente de Ucrania concedió a Kamaliya el título de Artista de Honor por sus destacados logros en el desarrollo de la cultura ucraniana.
El 20 de junio de 2008 se convirtió en la ganadora del certamen de belleza Mrs. World. Actuó en los YUNA Music Awards 2011, 2012, 2013, 2014, 2015, 2016, 2017 en Ucrania, incluyendo un dúo con el alemán Thomas Anders. Fue cabeza de cartel en el certamen Mr. Gay World 2012 en Johannesburgo, Sudáfrica, y actuó en otros eventos similares en Alemania, Reino Unido, Irlanda y los Países Bajos.
En 2015 grabó un sencillo con el tenor español José Carreras para su concierto en la ciudad alemana de Braunschweig, y un año después lanzó el sencillo "Timeless" de su álbum homónimo. La canción fue número uno durante ocho semanas en las listas austriacas y holandesas, y llegó al Top 15 de las listas alemanas y suizas. Otras canciones del álbum, como "Make Me Feel" y "On My List", obtuvieron buenos resultados en las listas europeas.
En 2018 obtuvo el estatus de disco de oro en Austria por los sencillos "I'm Alive" y "Timeless". Ese mismo año actuó en Kiev con la estrella de la ópera española Montserrat Caballé. En 2019 lanzó la canción "Вiльна".

### Televisión

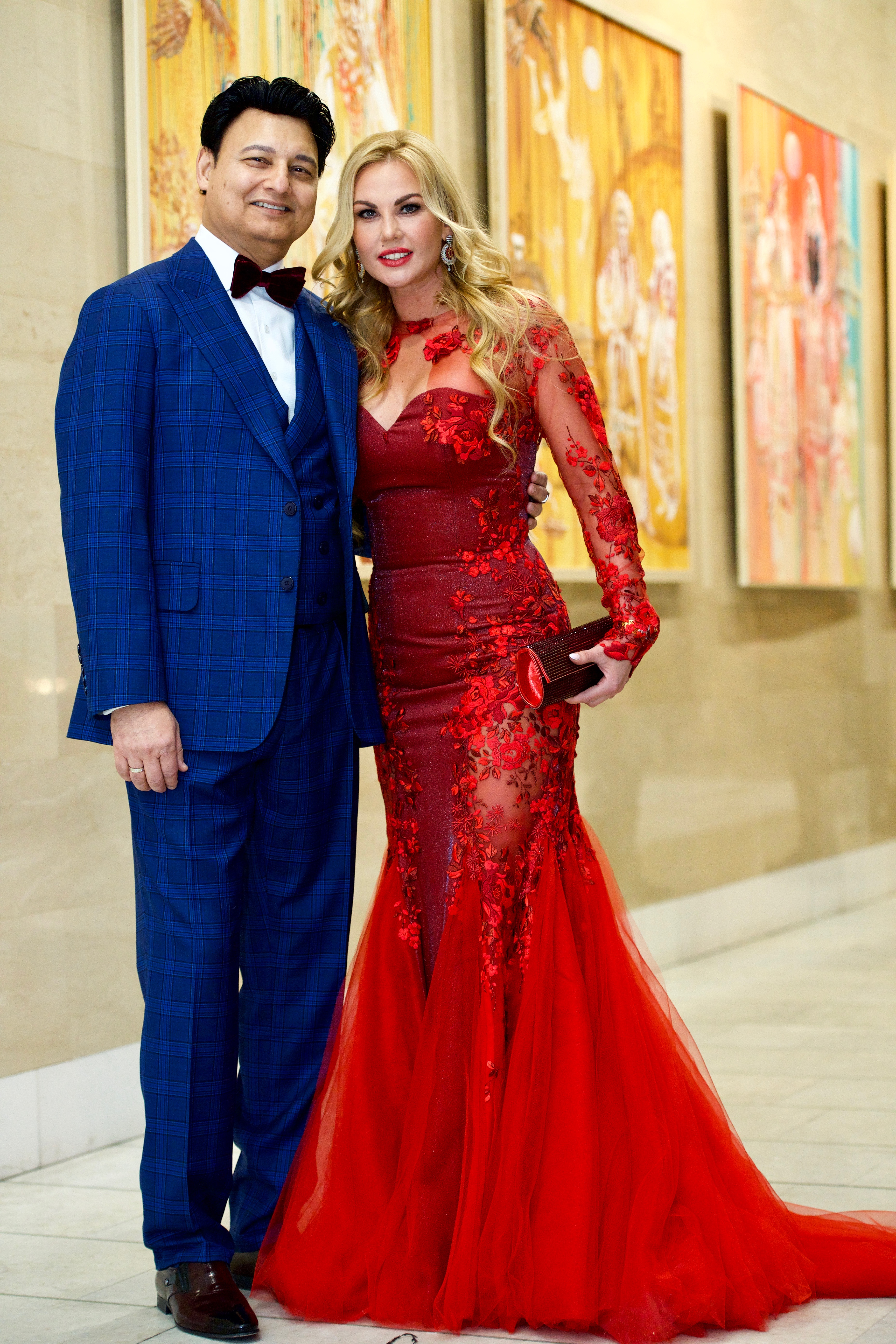
Kamaliya y su esposo Mohammad Zahoor.

En 2009, Kamaliya rodó un programa piloto de televisión, Coffee with Kamaliya, en el que entrevistaba a diversas celebridades de su país. Su primer papel cinematográfico ocurrió en la película de comedia Muzh Moey Vdovy, filme estrenado en cines el 1 de abril de 2010 en Ucrania y Rusia. En 2012 filmó escenas para un papel en la película estadounidense What About Love, protagonizada por Sharon Stone y Andy García, pero hasta la fecha el filme no ha visto su estreno. También apareció en la película de acción estadounidense de 2013 Officer Down, en el papel de Katya.
Actuó además en series de televisión y telefilmes como Fathers and Sons, Bagarne Effect y Million Up to the Sky, y en programas de telerrealidad como Riches Cry Too, Meet the Russians y How The Other Half Live.

## Discografía

### Álbumes
- Techno Style (1997)
- Kamaliya, with Love (2001)
- Year of the Queen (2007)
- Kamaliya (2012)
- Club Opera (2013)
- Timeless (2017)

### Sencillos
| Título                                                      | Año  | Máxima posición en listas | Máxima posición en listas | Máxima posición en listas | Máxima posición en listas | Máxima posición en listas | Máxima posición en listas | Máxima posición en listas | Máxima posición en listas | Máxima posición en listas | Álbum      |
| Título                                                      | Año  | UCR                       | AUS                       | ALE                       | IRL                       | HOL                       | ESC                       | ESP                       | SUI                       | R.U.                      | Álbum      |
| ----------------------------------------------------------- | ---- | ------------------------- | ------------------------- | ------------------------- | ------------------------- | ------------------------- | ------------------------- | ------------------------- | ------------------------- | ------------------------- | ---------- |
| "Игра с огнём" ("Playing with fire") (con Philipp Kirkorov) | 2010 |                           |                           |                           |                           |                           |                           |                           |                           |                           | Kamaliya   |
| "Waiting"                                                   | 2010 |                           |                           |                           |                           |                           |                           |                           |                           |                           |            |
| "Send me Down an Angel"                                     | 2011 |                           |                           |                           |                           |                           |                           |                           |                           |                           |            |
| "Rising up"                                                 | 2011 |                           |                           |                           |                           |                           |                           |                           |                           | 6                         | Kamaliya   |
| "Faking"                                                    | 2011 |                           |                           |                           |                           |                           |                           |                           |                           |                           |            |
| "Crazy in my Heart"                                         | 2011 |                           |                           |                           |                           |                           |                           |                           |                           | 13                        | Kamaliya   |
| "Arrhythmia"                                                | 2011 |                           |                           |                           |                           |                           |                           |                           |                           | 8                         | Kamaliya   |
| "Never Wanna Hurt You"                                      | 2012 |                           |                           |                           |                           |                           |                           |                           |                           | 1                         | Club opera |
| "No ordinary love" (con Thomas Anders)                      | 2012 |                           |                           |                           |                           |                           |                           |                           |                           |                           |            |
| "Butterflies"                                               | 2012 |                           |                           |                           |                           |                           |                           |                           |                           | 1                         | Club opera |
| "I'm Alive"                                                 | 2013 |                           | 3                         | 55                        |                           |                           |                           |                           | 72                        | 2                         | Club opera |
| "Love me Like"                                              | 2013 |                           |                           |                           |                           |                           |                           |                           |                           | 5                         | Club opera |
| "Timeless"                                                  | 2016 |                           | 7                         |                           |                           | 95                        | 30                        |                           |                           |                           | Timeless   |
| "Aphrodite"                                                 | 2017 |                           |                           |                           |                           |                           | 15                        | 55                        |                           |                           | Timeless   |
| "Sign your Name"                                            | 2017 |                           |                           |                           |                           |                           |                           |                           |                           |                           |            |
| "Make me Feel"                                              | 2017 |                           |                           |                           |                           |                           | 20                        |                           |                           |                           | Timeless   |
| "Wild Child"                                                | 2017 |                           |                           |                           |                           |                           | 9                         |                           |                           |                           | Timeless   |
| "Legend" (con Anne Judith Stokke Wik)                       | 2017 |                           |                           |                           | 90                        |                           | 11                        |                           |                           |                           | Timeless   |
| "Who's Gonna Love you Tonight"                              | 2017 |                           |                           |                           |                           |                           | 14                        |                           |                           |                           | Club opera |
| "Ріки кохання" ("Rivers of love")                           | 2018 |                           |                           |                           |                           |                           |                           |                           |                           |                           |            |
| "Fumes"                                                     | 2018 |                           |                           |                           |                           |                           | 36                        |                           |                           |                           | Timeless   |
| "Samba Tropicana"                                           | 2018 |                           |                           |                           |                           |                           |                           |                           |                           |                           |            |
| "Вільна" ("I'm free")                                       | 2019 |                           |                           |                           |                           |                           |                           |                           |                           |                           |            |
| "Наше літо" ("Our summer") (with Rico Macho)                | 2019 | 40                        |                           |                           |                           |                           |                           |                           |                           |                           |            |
| "Доню, не плач" ("Daughter, don't cry")                     | 2019 |                           |                           |                           |                           |                           |                           |                           |                           |                           |            |
| "Freedom"                                                   | 2019 |                           |                           |                           |                           |                           |                           |                           |                           |                           |            |
| "На різдво" ("For Christmas")                               | 2019 |                           |                           |                           |                           |                           |                           |                           |                           |                           |            |
| "Bésame mucho"                                              | 2020 |                           |                           |                           |                           |                           |                           |                           |                           |                           |            |
| "Кофе" ("Coffee")                                           | 2020 |                           |                           |                           |                           |                           |                           |                           |                           |                           |            |
| "Танцую" ("I'm dancing")                                    | 2021 |                           |                           |                           |                           |                           |                           |                           |                           |                           |            |